# Частоозерский сельсовет
Частоозерский сельсовет — упразднённые административно-территориальная единица и муниципальное образование со статусом сельского поселения в составе Частоозерского района Курганской области.
Административный центр — село Частоозерье.
9 января 2022 года сельсовет был упразднён в связи с преобразованием муниципального района в муниципальный округ.

## История
В соответствии с Законом Курганской области от 6 июля 2004 года № 419 сельсовет наделён статусом сельского поселения.
Законом Курганской области от 20 сентября 2018 года N 91, в состав Частоозерского сельсовета было включено единственное село упразднённого Лихановского сельсовета.

## Население
| 1989  | 2002  | 2004  | 2010  | 2012  | 2013  | 2014  |
| ----- | ----- | ----- | ----- | ----- | ----- | ----- |
| 3442  | ↘3227 | ↗3234 | ↘3035 | ↗3040 | ↘3030 | ↘3005 |
| 2015  | 2016  | 2017  | 2018  | 2019  | 2020  |       |
| ↗3010 | ↘2988 | ↗3056 | ↗3071 | ↘3042 | ↗3094 |       |

## Состав сельского поселения
| № | Населённый пункт | Тип населённого пункта       | Население |
| - | ---------------- | ---------------------------- | --------- |
| 1 | Денисова         | деревня                      | ↘230      |
| 2 | Казанцево        | деревня                      | ↘56       |
| 3 | Частоозерье      | село, административный центр | ↘2749     |
| 4 | Лиханово         | село                         | ↗52       |